# Ескоріальський монастир
 Ескоріа́льський монасти́р (ісп. Monasterio de El Escorial) — католицький августинський монастир XVI століття в Іспанії, в муніципалітеті Сан-Лоренсо-де-Ель-Ескоріаль. Названий на честь святого мученика Лаврентія (Лоренсо). Закладений 1563 року в Ескоріалі іспанським королем Філіпом ІІ. Первісно належав єронімітам. Має монастирську церкву, бібліотеку, шпиталь, усипальню іспанських королів і королівську резиденцію. Пам'ятка Національної спадщини Іспанії. Об'єкт Світової спадщини ЮНЕСКО в Іспанії (1984). Повна назва — Ескоріальський королівський монастир святого Лаврентія (ісп. Real Monasterio de San Lorenzo de El Escorial).

## Передісторія
Формальним приводом для побудови монастиря на честь святого Лавренітя була перемога при Сен-Кантені армій Британії і Іспанії над військом Франції 10 серпня 1557 року. Як то було і раніше, місто християнської Франції було по-варварськи пограбоване і частково зруйноване англійськими та іспанськими християнами. Серед пошкоджених була і церква Св. Лаврентія (або Сан Лоренсо). Про перемогу і руйнації церкви сповістили іспанському королю. Релігійно налаштований король Філіп ІІ дав обітницю відновити церкву Сан Лоренсо в оновленому і більшому варіанті разом з усипальницею всіх іспанських королів, як заповідав ще його батько — імператор Карл V.
Святий мученик Сан Лоренсо був близьким серцю іспанців, бо за легендою був уродженцем Арагону, розташованому на півночі Іберійського півострова. За прихильність до християнства його спалили на залізній решітці. Решітка і стала найвідомішим атрибутом мученика.

## Політичне і мистецьке тло при будівництві

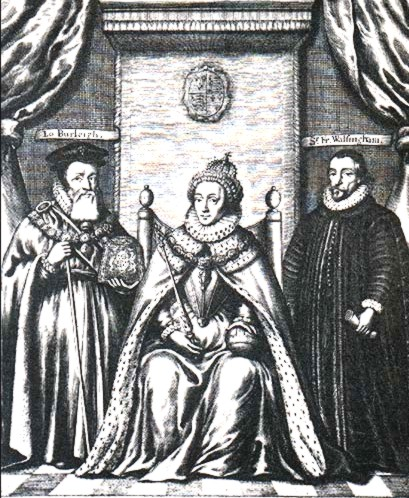
Королева Єлизавета І, Вільям Сесіл, 1-й барон Берлі (ліворуч) та Френсіс Волсінгем праворуч.

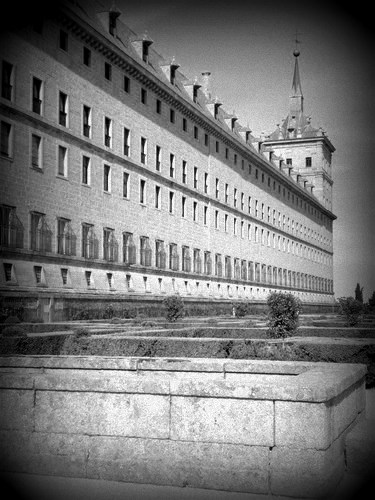
Ескоріал

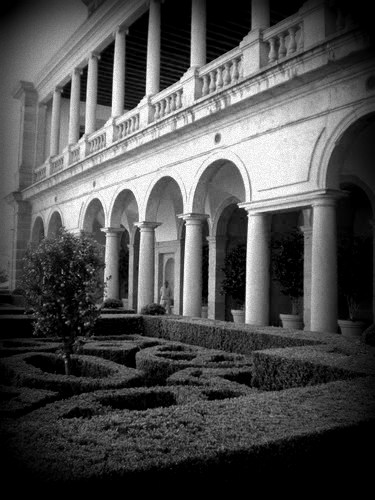
Ескоріал

Особливістю монархічної влади в Іспанії був тісний, майже нероздільний зв'язок з католицькою церквою. Слабкі королі шукали підтримки і знайшли її в церкві. В Європі неможливо знайти більше країну, де влада світська була б так міцно прикута до церкви, проросла в неї, випередивши в цьому навіть Італію, Португалію, Польщу, відомі центри католицизму в Європі. Толерантність до вірян Іспанії інших віросповідань в ранньому середньовіччі тепер — перейшла в непохитну ненависть та найжорстокіші форми католицького гноблення. Країну вкрила рясна мережа соборів, монастирів, церков. Наприкінці 15 століття в Іспанії запрацювала інквізиція, а церква почала контролювати усі форми суспільного життя. Постійна цензура чатувала і на усі форми іспанського мистецтва і жорстоко викорінювала усе більш-менш сміливе століттями, гальмуючи їх розвиток. Тим часом іспанська монархія почала терпіти поразки. 1581 року від неї відкололися Поєднані Провінції, більш відомі як Голландія.
Особливо значними були політичні поразки Іспанії в стосунках в Британією. Королева Єлизавета І наблизила до себе двох впливових прибічників протестантизму — це прем'єр-міністр Вільям Сесіл, 1-й барон Берлі та Френсіс Волсінгем. Волсінгем, що мав дві університетські освіти, був палким ворогом католицизму і прихильником ідеї зміцнення і розвитку наступальної зброї, зміцнення обороноздатності флоту Британії. Розгалужена шпигунська мережа Волсінгема, створена як в королівстві, так і на європейському континенті, надала йому можливість контролювати іспанців і вчасно розкривати католицькі заколоти проти королеви і держави. Він не зупиниться і перед судом і стратою королеви-католички Шотландії Марії Стюарт. Саме він викрив протидію іспанського дипломата в Лондоні — Бернардино де Мендоса, якого вислали з країни. В Британії розпочали військову модернізацію, перейшовши на виготовлення цілолитих чавунних гармат, якими озброєні військові вітрильники. Одномоментний постріл ядрами цих гармат наскрізь пробивав дубові борти тогочасних іспанських човнів. Традиційні лучники Британії були переведені на використання вогнепальних мушкетів, вражаюча сила яких перевищувала іспанські. 1588 року відбулася невдала спроба побити чи хоча б зменшити зростаючу могутність Британії. Коли Френсіс Волсінгем помер 1590 року, король Філіп ІІ зрадів, що позбавився могутнього ворога. Але могутність Британії почала перевищувати могутність Іспанії саме з цього періоду.
Важливе місце в мистецтві Іспанії 16 століття посів не Ренесанс (короткий за терміном, мало підтриманий місцевою культурою і не перейшовший у фазу Високого Відродження, як в Італії), а маньєризм. В Іспанії сформувалося декілька центрів маньєризму, серед яких Бадахос, Толедо, Мадрид та Ескоріал. Найбільший вплив цей стиль мав на іспанську архітектуру та живопис і розвивався під впливом зразків маньєризму з папського Риму. Так, тема спалення єретиків була доволі поширеною в іспанському живопису. А останнє реальне спалення єретика на вогнищі в Іспанії відбулося ще за життя Гойї, Пушкіна, Тараса Шевченка.
Сцени мучеництва святих, страстей та видінь святих, їх екстази та молитви в живопису та скульптурі — найпоширеніша частка усього мистецтва Іспанії.

## Назва. Пошуки. Проєкт
Усю міць іспанської монархії король Філіп ІІ кинув на реалізацію свого задуму, схожого на примху. Була створена особлива комісія, що ретельно і довго шукала місце в Кастилії, яке б найбільше надихало іспанського монарха на роздуми про всемогутнього християнського Бога, на благочестиві думки. Відлюдний і меланхолійний король шукав нове місце усамітнення. Серед запропонованих комісією було і місце в Сьєрра-де-Гвадаррама на відстані 45 км від тогочасного Мадрида. Воно і сподобалось королю, хоча це було поряд з покинутими кар'єрами покладів заліза (за іспанською escoria — шлак металургійного виробництва, а селище поблизу носило назву Ель-Ескоріал).
Спроби створити представницьку резиденцію нового типу в Іспанії вже були. Це перш за все палац Карла V в Альгамбрі, який почали будувати ще за наказом батька Філіпа ІІ. Він отримав характер холодної парадності і надзвичайної відчуженості від оточення. Велетенський палац, покинутий короною, так і залишився недобудованим (не були створені навіть дахи над усією спорудою. Будівництво відновили в 17 ст., але знов покинули. Повністю палац добудували лише в 20 столітті, коли той нарешті отримав єдиний дах). Перебудували і королівський палац в місті Севілья.

## Перший архітектор і довгобуд

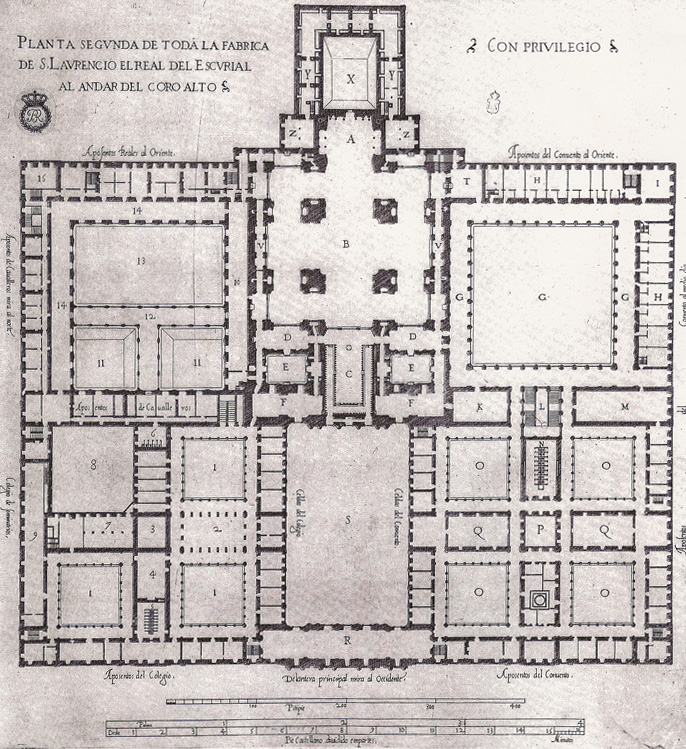
План комплексу на 1589 рік.

Ним був Хуан Баутіста де Толедо (1515 ? — 1567). Він виїхав на стажування в Італію, де вивчав архітектурну теорію і практику майстрів Високого Відродження і італійського маньєризму в Неаполі та Генуї. В Римі деякий час відвідував будівництво собору Св. Петра в Ватикані. Потім одинадцять років був на службі іспанського віце-короля в Неаполі.
В його творчій манері вбачають впливи Якопо Сансовіно і Палладіо. Король висмикнув його назад і з 1559 року він на службі у монарха. Хуан Баутіста пропрацював лише вісім років на посаді надвірного архітектора, але був автором першого проєкту небаченого комплексу з різними функціями, першої його архітектурної моделі і взагалі ідейного задуму абстрактної примхи короля в реальних формах.
Проєкт викликав невдоволення короля Філіпа ІІ, що наказав відіслати проєктне рішення Хуана Баутісти до Флоренції на експертизу. Митці флорентійської Академії розкритикували проєкт, який доручили виправляти італійцю Франческо Паточчо з Урбіно. Але на місті проєкт переробляв помічник Хуана Баутісти — Хуан де Еррера (бл. 1530—1597), що прислухався до вимог нетерплячого Філіпа ІІ, який пережив і цього архітектора.

## Історія побудови

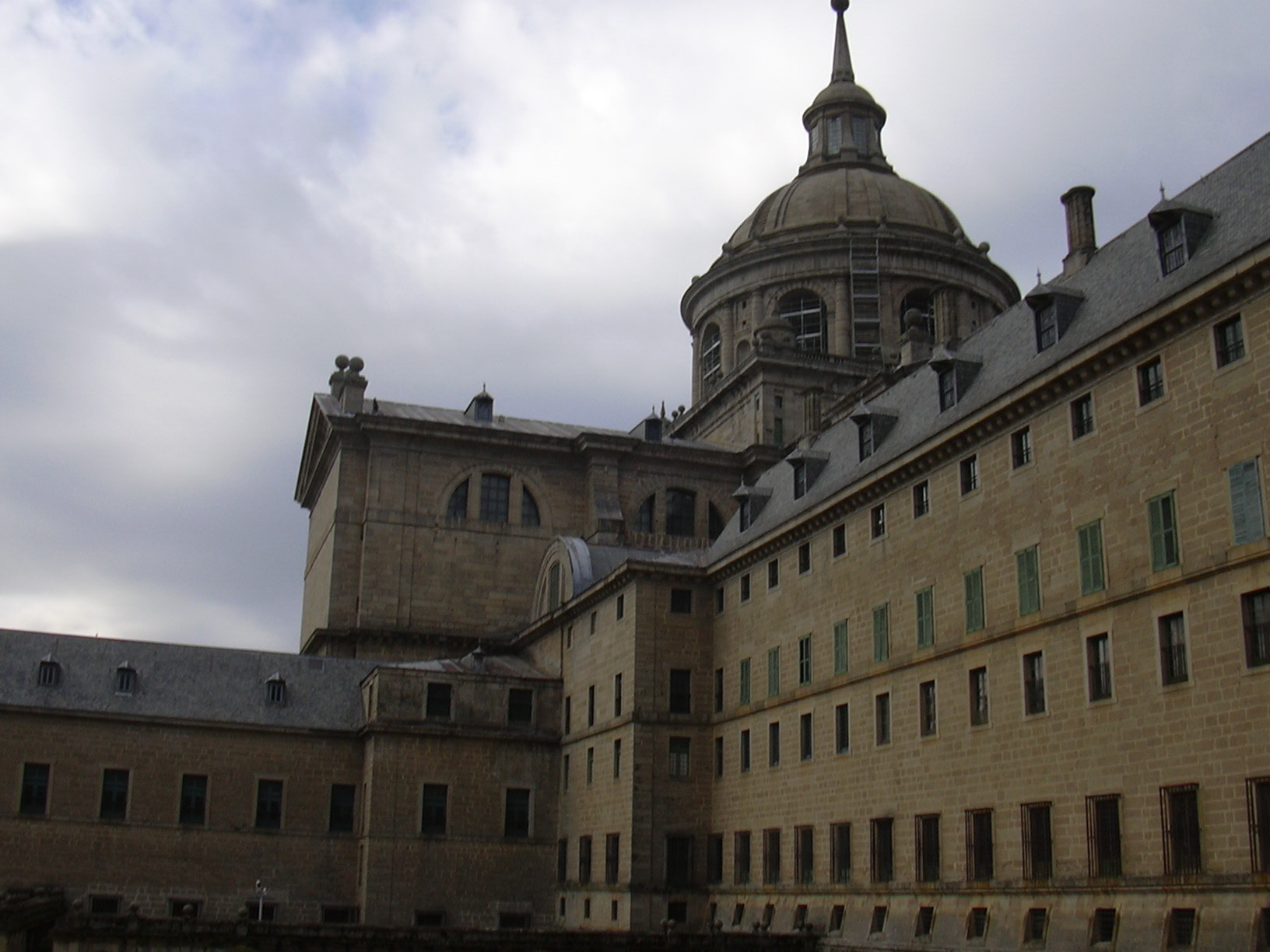
Фасади Ескоріала

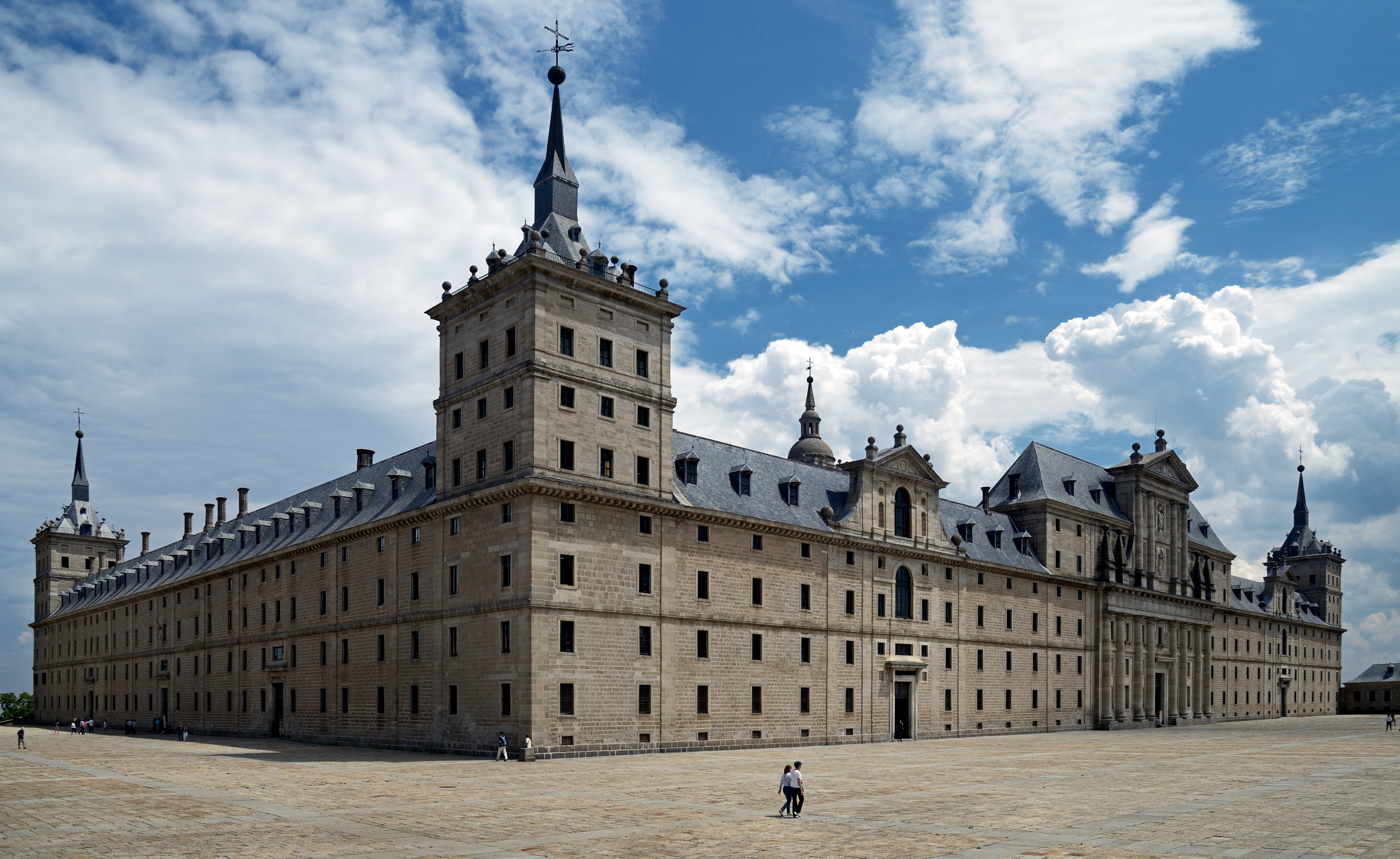
Вигляд з півнчного заходу

Король Філіп пильно стежив за всіма етапами проєктування и будівництва комплексу. Він хотів підкреслити відхід його держави від попереднього, практично середньовічного етапу и надати європейського значення як державі, так і новій королівській резиденції. Цьому прагненню і був підкорений стиль споруди — орієнтований на італійські зразки, але через іспанське сприйняття ренесансної архітектури. Дослідники вбачають в цьому спрощеному стилі зв'язки зі стилем і образом великих іспанських шпиталів. Останні мали протяжні фасади, симетричні прямокутні плани з замкненими внутрішніми двориками та галереями, собор в центрі, вежі на кутах споруди. Дещо подібне вже мав шпиталь Санта Крус в місті Толедо.
Ескоріал — це перш за все монастир. Король віддав його чернечому ордену єронімітів.
Саме укріплений монастир і нагадують його протяжні фасади, вежі на кутах, дух відокремленості від грішного світу. Фортечне і монастирське настільки переважають в образному ладі споруди, що більшість європейців забувають про те, що це ще й королівська резиденція. Фортечне і монастирське підкреслене і практичною відсутністю декору наріжних фасадів, самі іспанці називають цей стиль — безорнаментальним. Безорнаментальності сприяв і матеріал, використаний для побудови — сірий граніт, твердий, важкий в обробці, не схильний давати складну гру об'ємів чи приємних гнучких ліній. На фасадах залишені лише карнизи і вікна, вишикувані в довгі, казармені черги.
Будівництво розпочалося в 1563 і тривало двадцять один (21) рік. Королю належить ідея добудови і збільшення розмірів споруди. Архітектор Хуан де Еррера збільшив розміри споруди, щоби розмістити більшу кількість ченців (Філіп ІІ дозволив збільшити кількість ченців нового монастиря з 50 до ста осіб). Поземний план споруди при цьому залишився незмінним. Так, він подвоїв кількість поверхів і, відповідно, збільшив висоту кутових веж. Комплекс — це прямокутна за поземним планом споруда, в центрі котрої вибудовано собор, на півдні — монастир, на північ від дворика собору — королівські апартаменти; кожна частина комплексу мала власний відокремлений дворик. Будівельними роботами керував здібний чернець ордену єронімітів — Антоніо де Вільякастін. Витратили значні кошти. Сюди везли найкращі на той час будівельні матеріали і вироби, як з усієї Іспанії, так і Європи та колоній в захопленій Америці — сосновий ліс, світильники, ковані ґрати, золотий посуд, коштовні тканини і вишивки, вироби з срібла і бронзи з Мілану, Толедо, Сарагоси. Запросили і армію італійських художників і скульпторів, представників стилю маньєризм.
Довідники, путівники і екскурсоводи пафосно сповіщають про 13 каплиць, 15 галерей комплексу, 16 внутрішніх двориків, 300 монастирських келій, дев'ять веж і дев'ять органів, 2673 вікна, 1200 дверей споруди, про прямокутник плану у 208 × 162 метри. Але мистецька вартість споруди вимірюється не довжиною фасадів і кількістю вікон, не кількістю дверей чи використаного будівельного матеріалу.

## Майстри декорування
Філіп II, якого ненавиділи за жорстокість і якого прозивали «демон південних країн», спрямував колосальні зусилля на побудову Ескоріалу. Були запрошені іспанські архітектори, що стажувалися в Римі (Хуан де Толедо, Хуан де Еррера). А для оздоби — справжній натовп другорядних італійських художників-маньєристів, серед яких Лука Камб'язо або Лукето, Пеллегріно Тібальді, Федеріко Цуккарі, Ромуло Чінчінато, Бартоломе Кардуччі, Нікколо Гранелло, Фабріціо Кастелло.
Іспанія 16 століття — периферійний бік західноєвропейської цивілізації на крайньому заході. Тут важко було знайти значні мистецькі центри на кшталт Риму, Генту, Антверпену, Брюгге, не кажучи вже про Флоренцію чи Венецію. Тому широко використовували замови іноземним майстрам та імпорт значних мистецьких творів з інших мистецьких центрів. Звідси широке ввезення в Іспанію творів Босха, Рогіра ван дер Вейдена, Тіціана та інших митців з Венеції чи Риму. Вторинність художньої продукції самої Іспанії в 16 ст. не сприяла вихованню значних творчих особистостей. Ідейна і мистецька вторинність притаманна і творам армії митців з Італії, запрошеним на роботи в Ескоріал.
Винятками стали твори скульптора Леоне Леоні. Ситуація ненадовго змінилася з прибуттям в Іспанію Ель Греко. Але унікально обдарований митець не знайшов ні порозуміння, ні впливового мецената при дворі Філіпа ІІ і фактично був відсторонений від робіт в Ескоріалі. Ель Греко і помре непорозумілим в Толедо і швидко стане забутим по смерті.

## Бібліотека

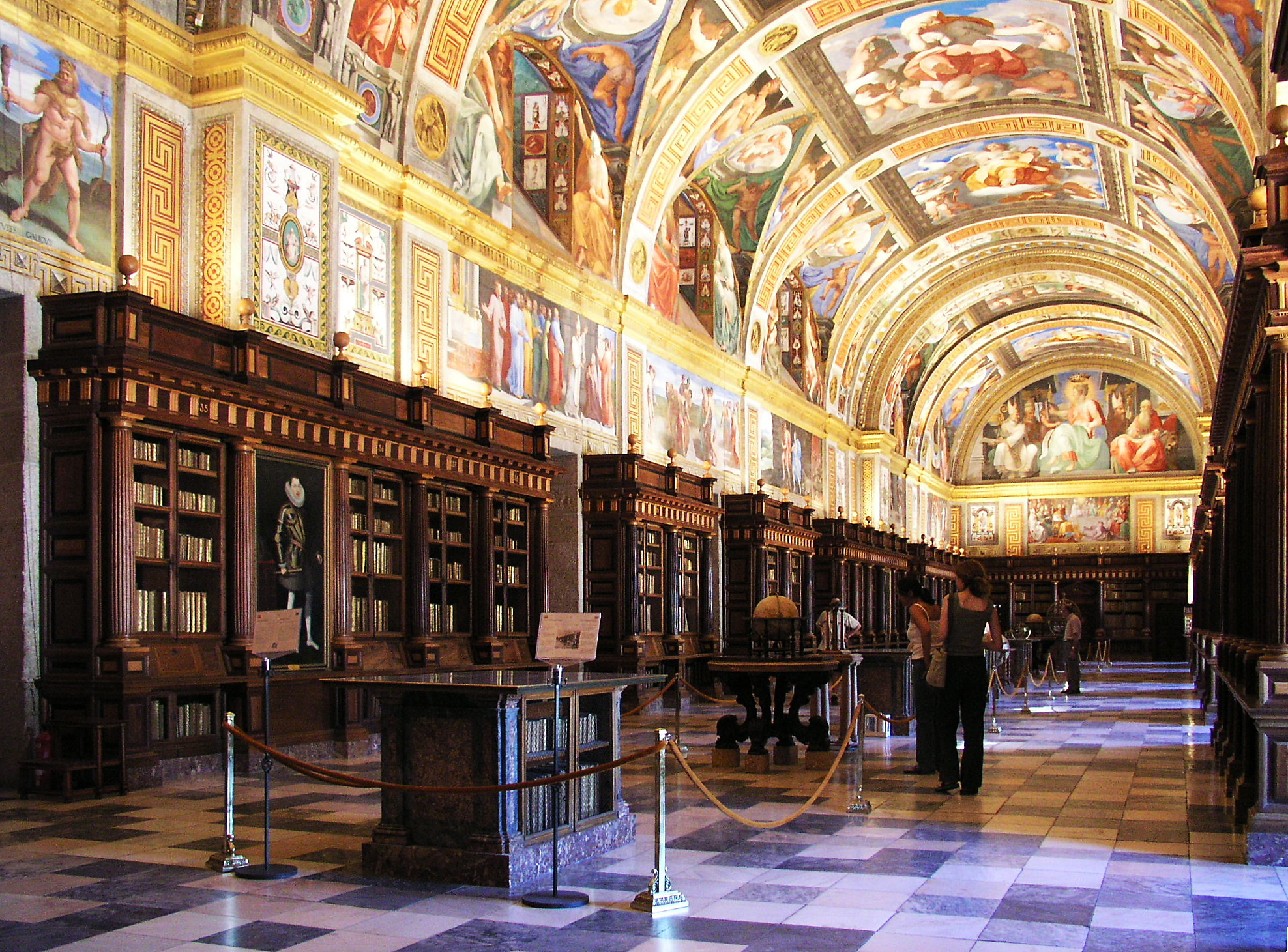
Бібліотека.

Поряд з клопотами по побудові монастиря-палацу значну увагу король приділяв створенню бібліотеки Ескоріала. Філіп ІІ розіслав по Європі власних агентів, що розшукували і купували різні видання щодо богослов'я, життєписів святих, філософії, історії, музики, поезії. Діяльність інквізиції також сприяла збільшенню фондів ескоріальної бібліотеки — саме сюди надходили книжкові збірки знищених єретиків. Тому в резиденцію-уособлення католицької іспанської монархії надходили не тільки рукописи і видання католицьких авторитетів, а й рукописи грецьких і латинських авторів, арабські і єврейські. Єретичність не розповсюджувалась на — майно, конфісковане у єретиків. До фондів бібліотеки також надходили гравюри і малюнки значних західноєвропейських майстрів — Мікеланджело Буонарроті, Тиціана, що рахувався надвірним художником з правом жити в Венеції, Рафаеля Санті, Альбрехта Дюрера та ін.
Для бібліотеки відвели величну залу довжиною п'ятдесят два метри з циліндричним склепінням, 10 метрів завширшки і 10 в висоту. Приміщення рівно освітлювали вікна з обох боків, якого не мали навіть королівські покої, Зала капітулу, сакрістія, Зала битв. За прикладом Ватиканської бібліотеки — бібліотека Ескоріала була прикрашена стінописами. Її склепіння та люнети розписав Пеллегріно Тібальді, а фриз по-над шафами з книгами — художник Бартоломео Кардуччо. В основі фресок — складна алегорична система, розроблена в творах причетного до гуманізму іспанця Аріаса Монтано. В середній частині склепіння представлені сім вільних мистецтв. Кожну алегорію супроводжували образи античних філософів, літераторів, науковців, міфічних і біблійних персонажів. Так, алегорію Філософії оточували Сократ, Платон, Аристотель та Сенека, що походив з давньоримської Іспанії, серед оточення Граматики — іспанець Антоніо де Небріха, автор книги «Мистецтво кастильської мови», алегорію Музики супроводжували — біблійний цар Саул і Давид, Орфей і Еврідіка. Люнет з Теологією прикрасили зображеннями батьків католицизму, де були Св. Амвросій, Єронім, Августин, Григорій. Але з усіх стінописів виростали ослячі вуха епігонства і копіювання творів римських маньєристів та Мікеланджело — без його пристрасного світогляду, без гуманістичного прагнення покращити людей натхненим мистецтвом і зразками для наслідування. Фрески насичені абстрактно-декоративними фігурами якихось безіменних атлетів, велетнів, картушів і медальйонів, візерунків. Пеллегріно Тібальді(1525—1596) не приховував, що наслідував манері Мікеланджело в Сикстинській каплиці, але втратив і героїчність мікеланджеловських фігур, і їх прагнення до істини. Беззмістовність жестів персонажів Тібальді підсилювали і ядучі фарби — зеленуваті, рожеві, жовті, синьо-фіолетові з неприємніших колористичних гам, ніж у самого Мікеланджело.
В оцінках стінописів бібліотеки ми стикаємось зі змінами критеріїв оцінки обдарування митців і його творінь тоді і зараз. Мікеланджело Буонарроті помер і не брав участі в декоруванні бібліотеки. Але сучасники вважали, що начебто він сам доклав зусиль до створення цих стінописів, дивлячись на стилізації роботи Тібальді. У 21 ст. перш за все поціновується індивідуальна манера митця, а не вдалі стилізації під кого б то не було. Адже треба відрізняти твори таланта від робіт учня чи вдалого імітатора, аби не збільшувати хаосу в оцінках. Тоді зберігатимуть ікони Візантії 12 ст, мадонн Рафаеля і Джованні Белліні, а не пеститимуть кожну стару дошку з іржею посередності, тільки тому що та стара за часом.
Рукописи і книги розставлені в шафи, виготовлені за малюнком Хуана де Еррери меблярем Джузеппе Флека. Вони мають фасади, що нагадують невеликі храми з колонами доричного ордеру, фризами з тригліфами та однаковими балюстрадами з шарами. По центру зали зараз розставлені столи-вітрини з експозицією найбільш рідких та коштовних рукописів. Кількість книг і рукописів за часів Філіпа II досягла 40.000 примірників.

## Собор

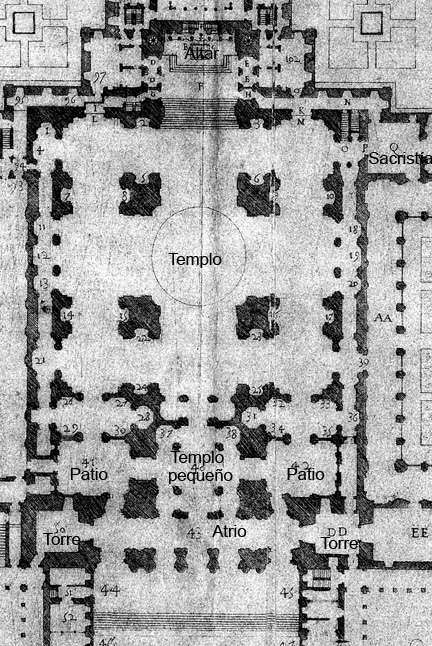
План собору Св. Лоренсо

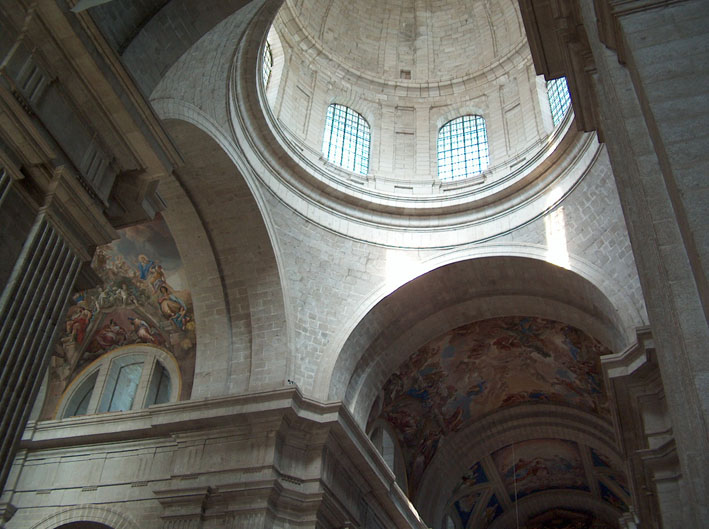
Середхрестя і купол

Собор викликав здивування і пригніченість. За проєктом, запропонованим ще Франческо Паточчо з Урбіно, собор мав схожість з планом собору Св. Петра в Римі, що так вітав король. Але архітектор-іспанець де Еррера переробив центричний план в приховано базилікальний. Цьому сприяють темний нартекс, над яким вибудувані хори для ченців і священства, три нави самого собору і сорок чотири вівтарні каплиці, які не одразу помічають.
Соборний інтер'єр не мав оздоб, а його конструкції подали в оголеному, сухо математичному вигляді. Звичні іспанські собори мають тісні, рясно оздоблені і затемнені інтер'єри. Собор в Ескоріалі — навпаки, ясний, дивно порожній, з оголеними стінами та куполом, де можна розгледіти кожну кам'яну брилу. Підлога викладена сірим та білим мармуром. Все це велетенських розмірів, як і високі пілястри з каннелюрами, якими скупо декоровано середхрестя храму. Велетенські розміри мав і вівтар собору Сан Лоренцо в чотири яруси. Архітектурний вівтар виконано з темно-червоного мармуру і темно-зеленої яшми Тортоси. Картини для вівтаря створили Федеріго Цуккаро та Пеллєгріно Тібальді. Скульптури євангелістів, батьків церкви і святих виконали майстри з Мілану — Леоне Леоні та його син Помпео Леоні.

В центрі другого ярусу — образ спалення Св. Лаврентія, якому присвячений храм. Фарби вівтарних картин — в тій же маньєристичній гамі. Теплоти цьому велетенському вівтарю не додають навіть визолочені скульптури святих в бічних нішах. Іспанців гіпнотизували велетенські розміри соборного інтер'єру і кількість золота в ньому. Французький мандрівник і письменник Теофіль Готьє (1811—1872), що виріс в гуманістичному оточенні французької архітектури, здивовано сповіщав :
| Ліві лапки | В соборі Ескоріала відчуваєш себе таким враженим, таким розчавленим, таким утопленим в депресію і пригніченим необорною силою, що власна молитва вважається нікчемною. | Праві лапки |

Утопією стала і ідея короля щодо католицизму — як універсальної стихії Бога, спільного для всіх європейців. Ще на початку 16 століття релігійна спільнота Західної Європи розкололася на протестантизм і католицизм. Протестантизм був прийнятий низкою європейських держав, серед яких — Швейцарія, Британія, Швеція, низка німецьких князівств. Вогнем і мечем католицька церква утримала в лоні власного віровчення Францію та Фландрію, але перемогу над Іспанією отримала Голландія, де переміг кальвінізм ще за життя Філіпа II Габсбурга. Іспанська імперія і її уряд розпочали жити в оманливому мареві власних ілюзій.
У соборі знаходиться Королівська крипта, до поховано більшість королів та корелев Іспанії та їхніх нащадків. Також у споруді в 1888 році звели Пантеон Інфантів, призначений для поховання там принців, інфантів та королев, які не були матерями королів.

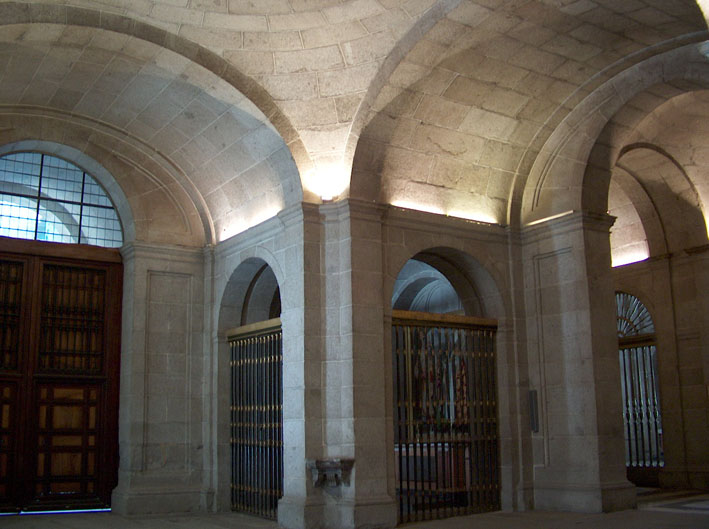
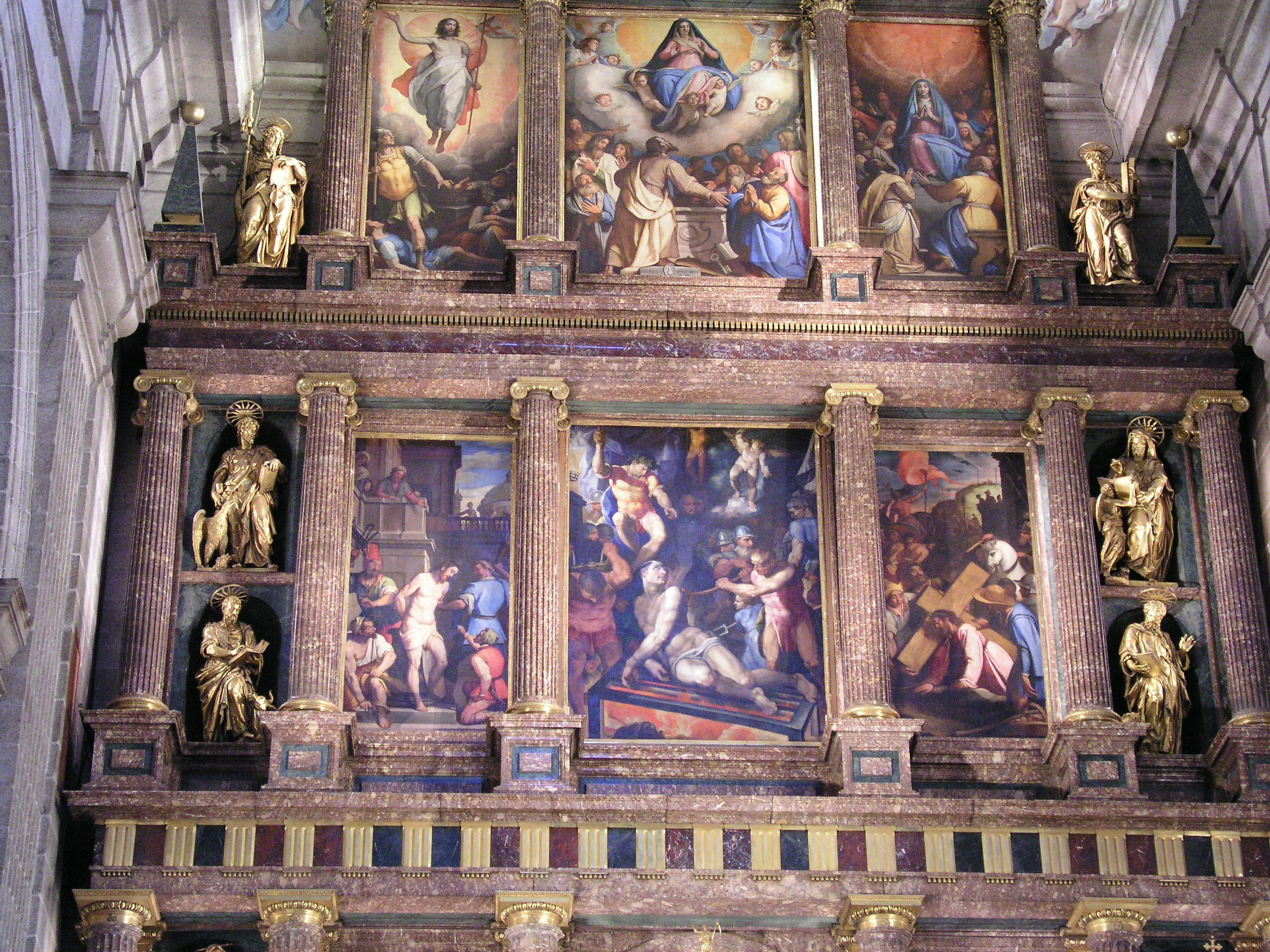
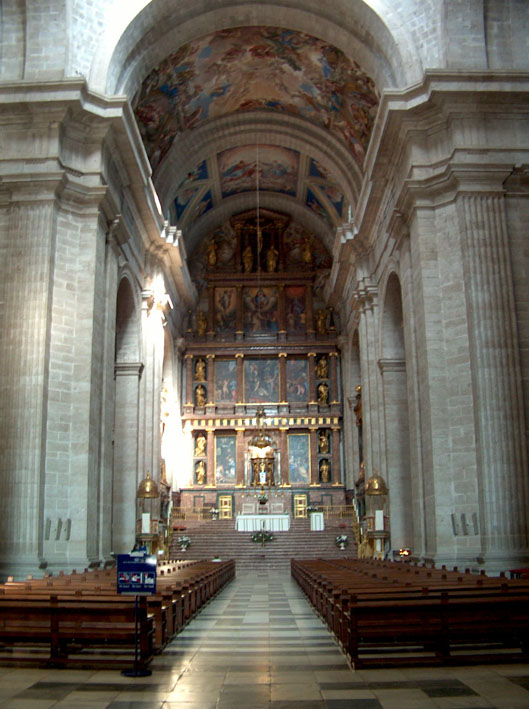

## Регулярні сади

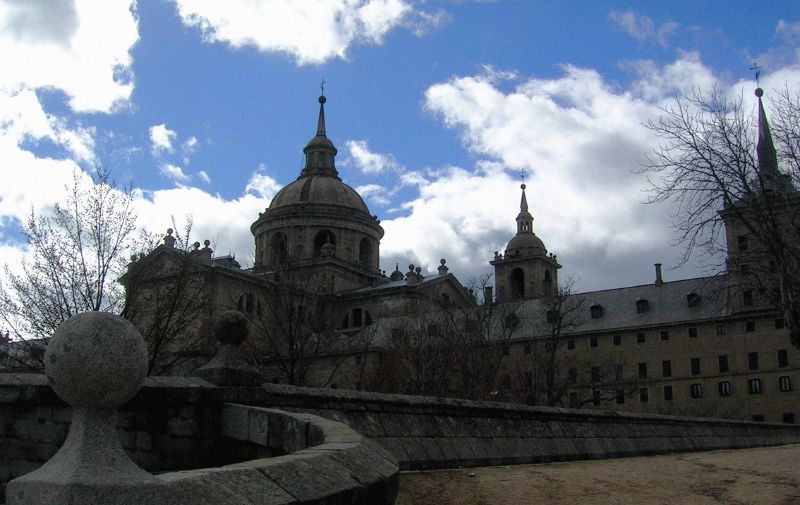

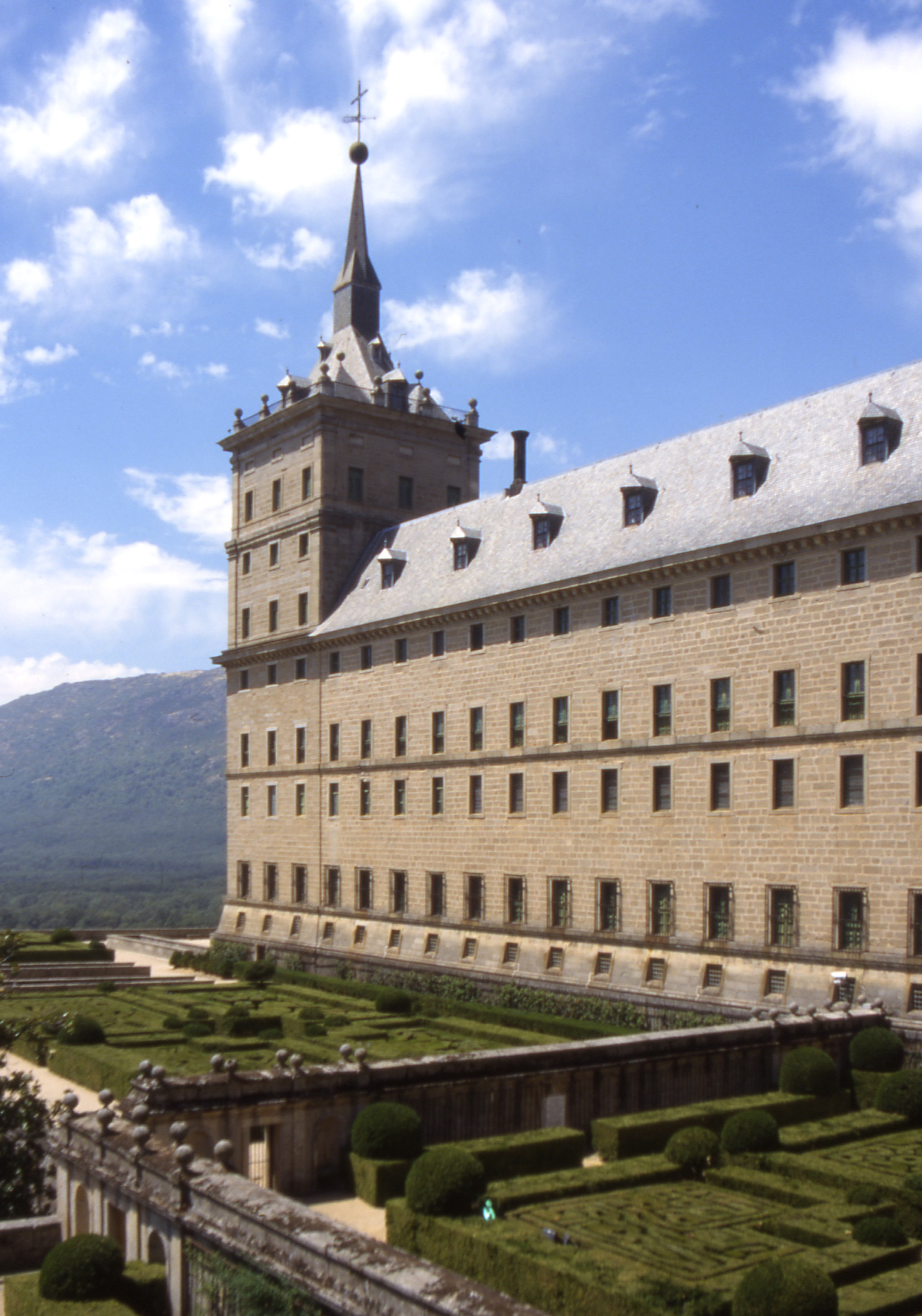

Витоки європейських садів бароко вбачають в мініатюрних садах мусульманської Іспанії. Використавши гідротехнічні навички стародавніх римлян та образну систему садів Передньої Азії, в мусульманській Іспанії створили свій тип саду. Найбільш відомі зразки, створені у Гранаді, Кордові, Толедо, більша частина яких знищена.
Зазвичай це невеликі сади, розплановані геометрично, зі стежками, квітами, невеликими будівлями. Перевагу надавали вічно зеленим рослинам або рослинам і кущам запашним. Сади стають невід'ємною частиною палаців можновладців, оточують палацові будівлі чи стають окрасою внутрішніх двориків. До елементів мусульманського саду Іспанії додали басейни з водою та невеличкі фонтани. Подібні сади пов'язували з садами мусульманського раю і навіть алегорією Корану.
Найбільш уславлені зразки подібних садів серед збережених та реставрованих у Іспанії —
- сади Генераліфе,
- сади Альгамбри.

Сади мусульманської Іспанії викликали захоплення у західноєвропейських дипломатів, купців та вельможних мандрівників, розпочався етап запозичень. Характерні риси мусульманських садів Іспанії канонізують (геометричне розпланування, потяг до симетрії, використання вічнозелених рослин, невеликі фонтани). Виникають перші зразки мініатюрних садів поблизу середньовічних замків та в двориках монастирів. Але в Західній Європі поціновують декоративну складову подібного саду і ніяк не пов'язують ні з мусульманським раєм, ні з алегорією Корану. Тенденція посилюється в десятиліття войовничого протистояння двох релігійних систем мусульманства та католицизму, коли про Коран чи його алегорію в Ескоріалі — не могло бути і мови.
Регулярні сади Ескоріала розташовані на південному та східному боці від споруди. Їх ідейне навантаження інше, немусульманське. Вони на терасах, квадратні за планом, мало співвіднесені зі спорудою, замкнені на своїй геометричній побудові. З них викинуто натяк на насолоди життям, на велич чи буяння природи, вони підкорені суворим математичним розрахункам, геометричні. Вистрижені з рослин прямокутники і шари нагадують ті ж прямокутники і шари в посередній архітектурі монастиря Ескоріал. Навіть в такому «заорганізованому», скутому вигляді вони справляють приємне враження поряд з суворою, аскетичною архітектурою.

## Колекції Ескоріала

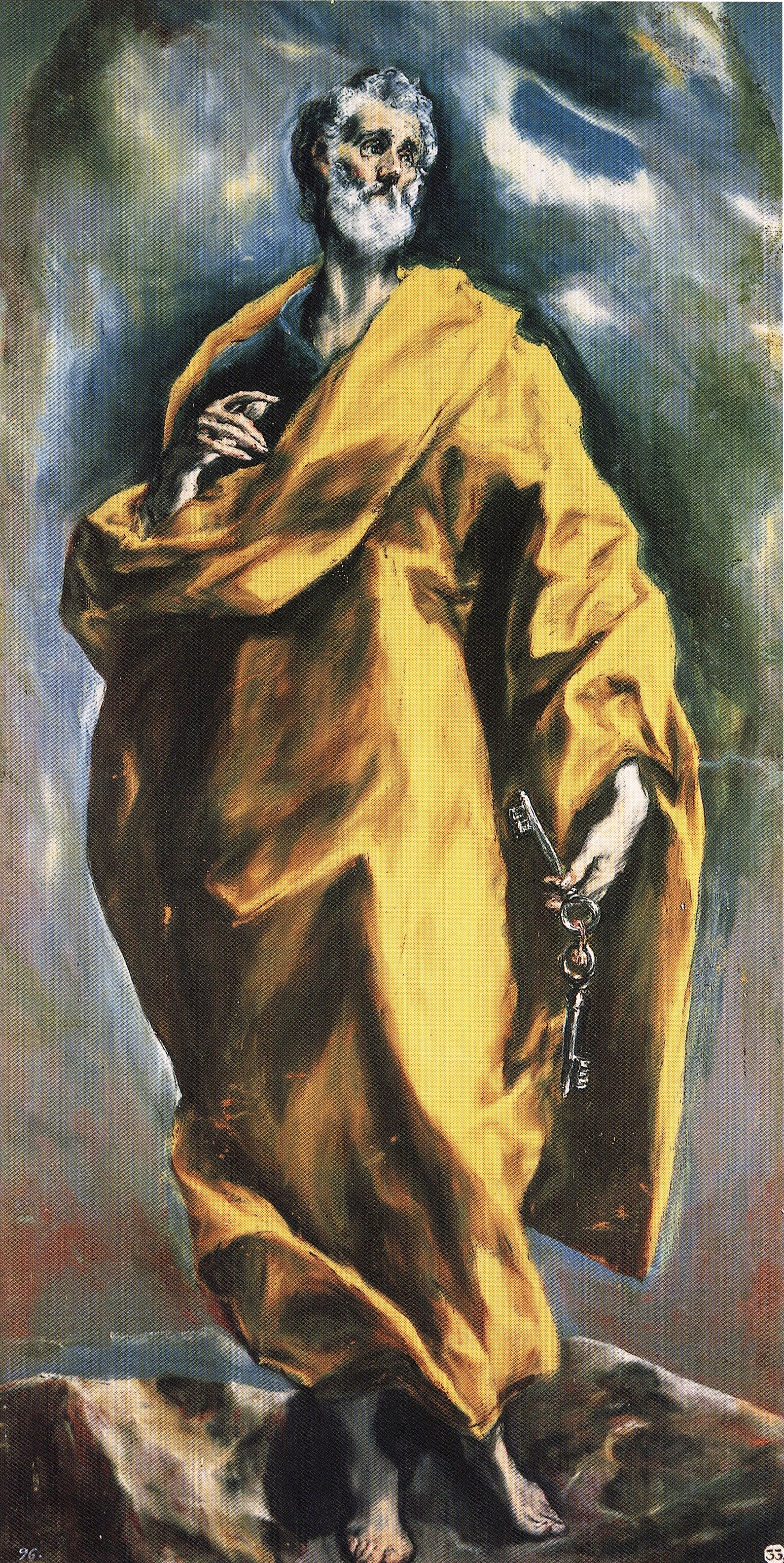
Ель Греко. «Апостол Петро»

Саме мистецькі колекції відіграли значну роль у перетворенні прозаїчної архітектури Ескоріалу в значущий мистецький осередок, бо історичне, сакральне і державне значення комплекс вже мав. Так, бібліотека Ескоріала отримала ще 1576 року книжкове зібрання іспанського дипломата в Італії — Дієго де Мендоси. В апартаментах короля розмістили килими-арраси і декілька картин Босха, серед яких і «Віз сіна», а в кімнаті дочки — клавесин Карла V, вивезений з монастиря в Юсті. В Ескоріалі розмістили і уславлене розп'яття роботи Бенвенуто Челліні, яке прислав у подарунок королю Філіпу ІІ — флорентійський герцог Франческо Медичі (1541—1587).
Нащадки продовжили декоративні роботи в королівських покоях, знищивши навіть апартаменти короля Філіпа ІІ, які відновили лише на початку 20 століття. Бравурні фрески в стилі бароко значно пізніше створив на стелях італійський художник Лука Джордано. До монастиря передали картини і портрети роботи Алонсо Санчеса Коельо, Ель Греко, Хуана Пантохи де ла Круса, Веласкеса, фламандських, німецьких, італійських майстрів.

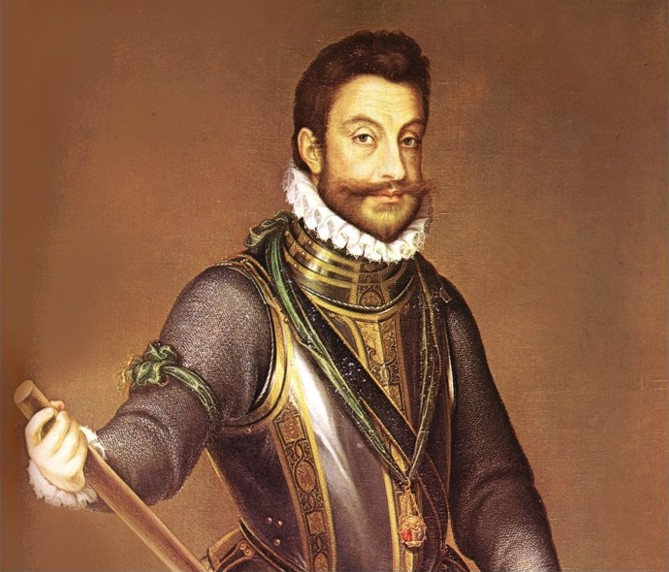
Худ. Хуан Пантоха де ла Крус, «Алессандро Фарнезе»
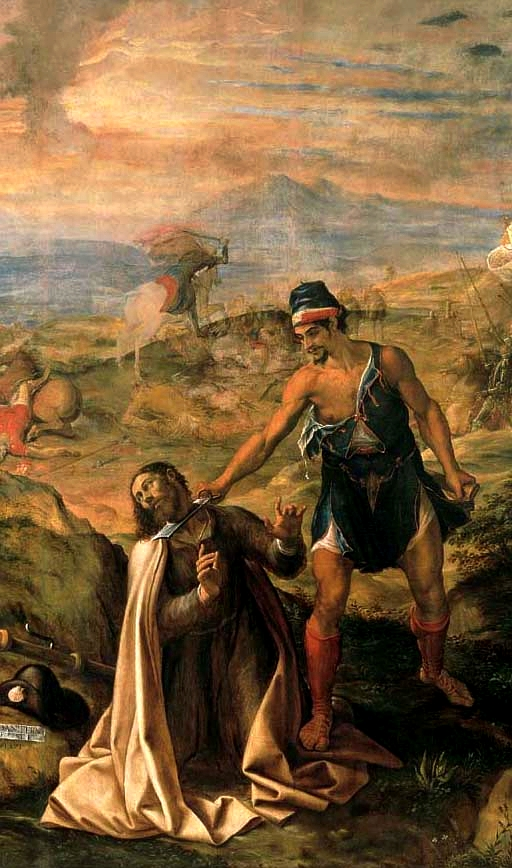
Худ. Наваррете, «Мучеництво Сантьяго»
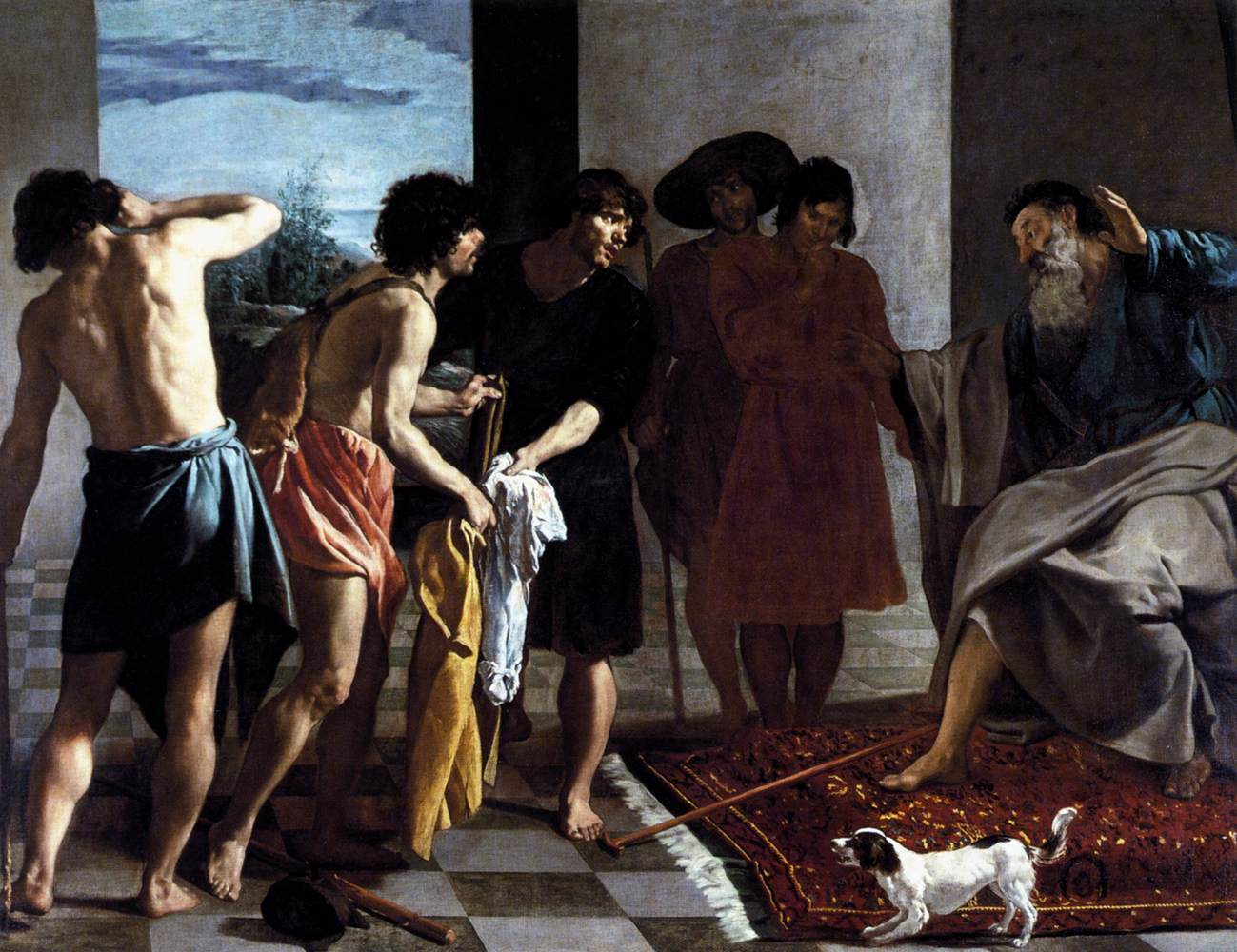
Худ. Веласкес, «Батьку показують закривавлений одяг Йосипа»
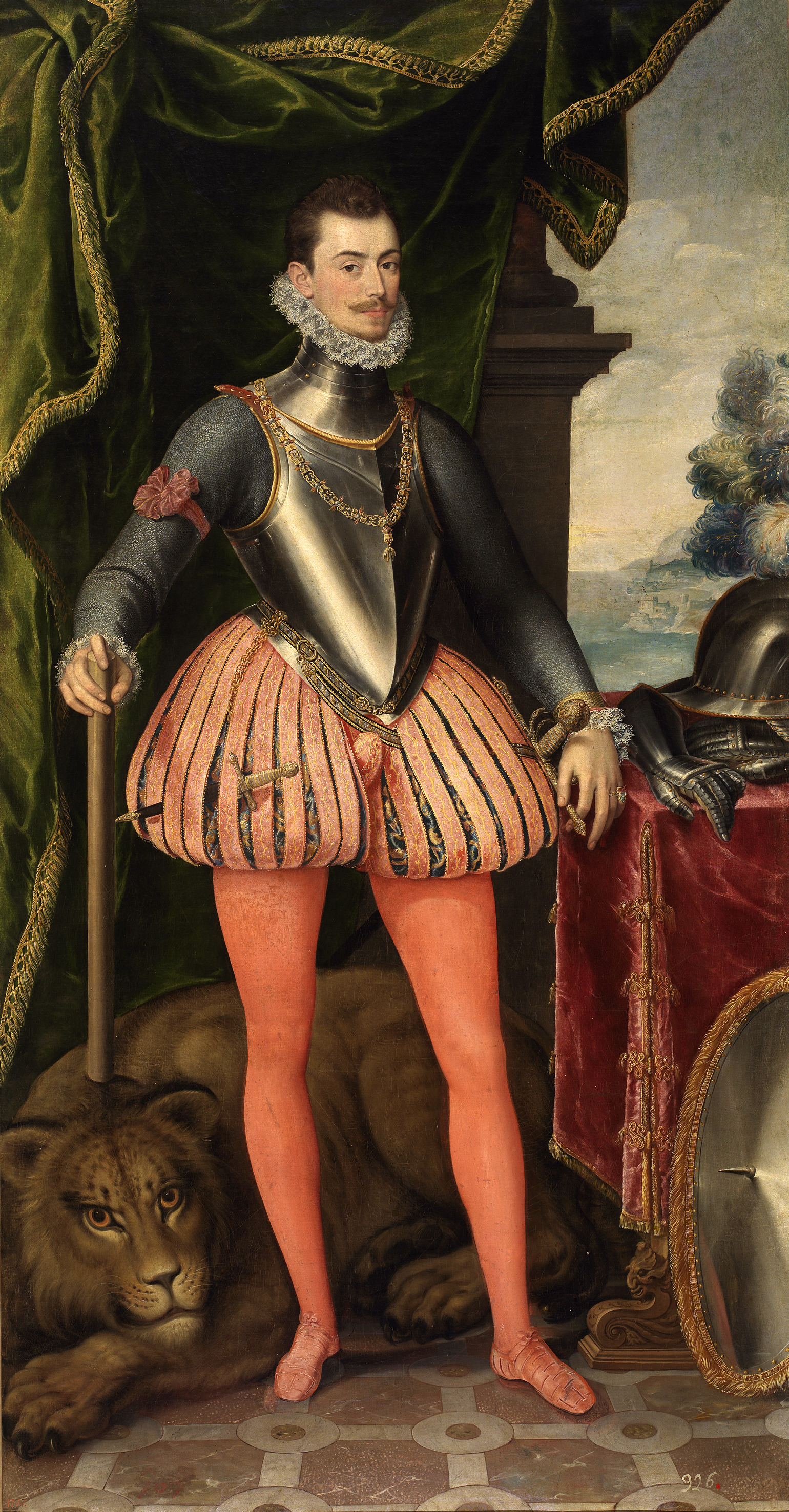
Худ. Алонсо Санчес Коельо, «Дон Хуан Австрійський»

## Музейне використання і популяризація

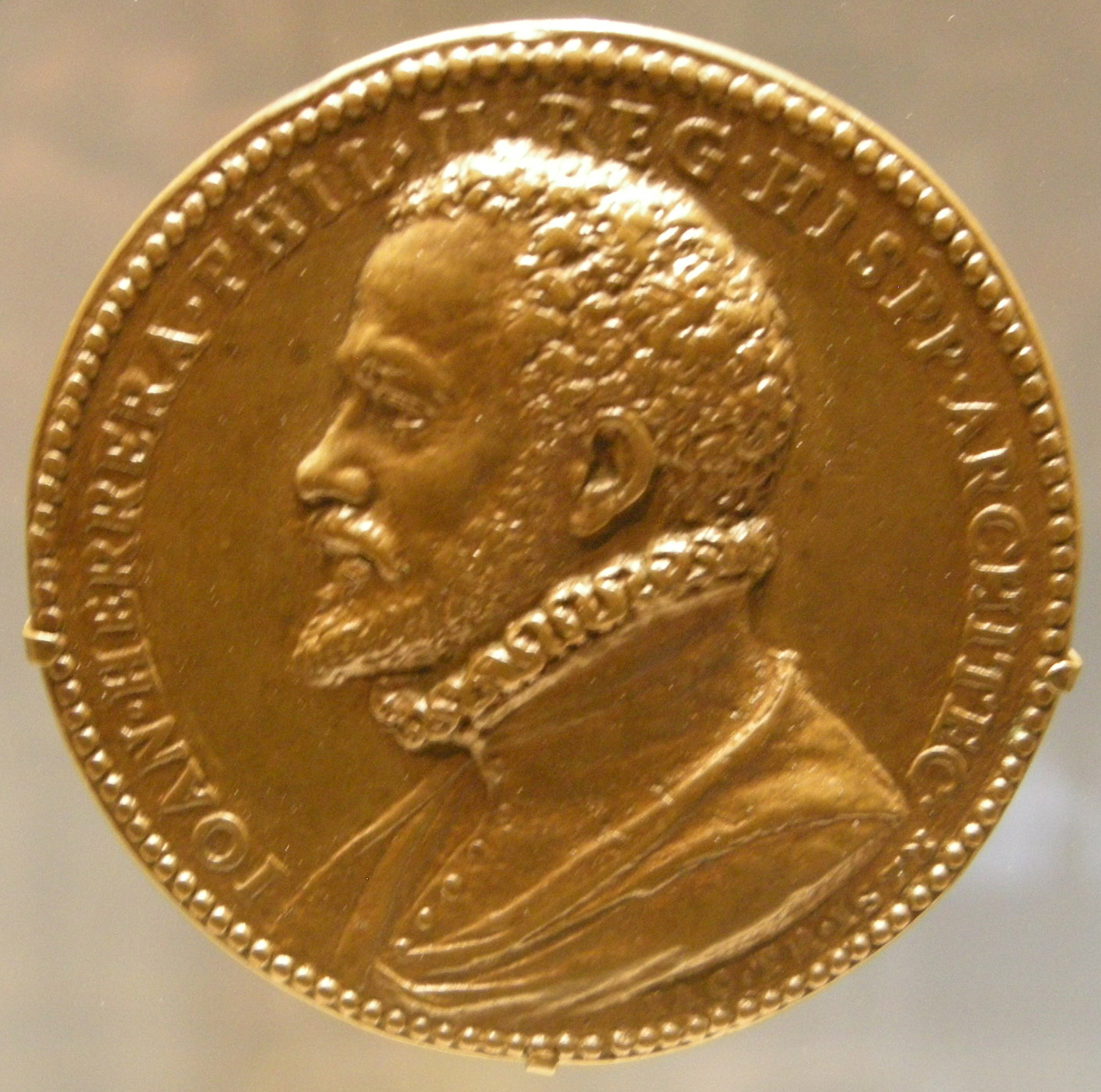
Медальєр Якопо да Треццо. Архітектор Хуан де Еррера, медаль

У 20 столітті величний комплекс почали використовувати з музейною метою. У нижніх склепінчастих приміщеннях створили музей архітектури комплексу. Матеріали музею повернули місце в історії споруди першому архітекторові — Хуану Баутіста де Толедо, якого відтіснив з історичної пам'яті де Еррера.
Популяризувати Ескоріальський монастир почали вже при кінці будівельних робіт, називаючи його «восьмим дивом світу». За малюнками архітектора Хуана де Еррери художник Педро Перета створив 1587 року гравюри з краєвидами комплексу. Мав комплекс власних історіографів і в особі ченців — єронімітів. Чернець Хосе Сігуенса розповідав історію створення комплексу в книзі «Історія ордену святого Єроніма», тобто як монастир цього ордену. Серед видань 20 століття посів відоме місце двотомник 1963 року, надрукований в Мадриді. Низка видань мала місце до 400-річної річниці створення Ескоріалу.
Мистецьке значення мають і 1600 картин давніх майстрів, що зберігає монастирський комплекс і нині.